# Micropterix aureocapilla
Micropterix aureocapilla là một loài bướm đêm thuộc họ Micropterigidae. Nó được Heath mô tả năm 1986. It is known only of the type locality El Hadjar in Algérie.